# Krajníčko
Krajníčko je obec v okrese Strakonice v Jihočeském kraji. Žije zde 96 obyvatel. Součástí obce je též osada Štětín.

## Historie
První písemná zmínka o obci pochází z roku 1334.

## Obyvatelstvo
| Rok            | 1869 | 1880 | 1890 | 1900 | 1910 | 1921 | 1930 | 1950 | 1961 | 1970 | 1980 | 1991 | 2001 | 2011 | 2021 |
| -------------- | ---- | ---- | ---- | ---- | ---- | ---- | ---- | ---- | ---- | ---- | ---- | ---- | ---- | ---- | ---- |
| Počet obyvatel | 241  | 286  | 275  | 321  | 314  | 327  | 289  | 221  | 202  | 153  | 118  | 105  | 94   | 91   | 95   |
| Počet domů     | 29   | 32   | 33   | 37   | 45   | 43   | 46   | 53   | 52   | 47   | 42   | 52   | 58   | 59   | 61   |

## Obecní správa
Mezi lety 1850–1908 patřilo Krajníčko jako osada obce ke Měkynci v okrese Písek. V letech 1908–1974 bylo obcí v okrese Písek (1908–1930), posléze v okrese Vodňany (1950) a později v okrese Strakonice. Od 1. ledna 1975 do 23. listopadu 1990 patřilo jako část města k Bavorovu a od 24. listopadu 1990 je opět samostatnou obcí. V letech 1961–1974 a od 24. listopadu 1990 do 31. října 1993 k obci patřil Útěšov.

### Obecní symboly
Znak a vlajka byly obci uděleny rozhodnutím předsedkyně Poslanecké sněmovny Parlamentu České republiky dne 18. května 2012.

## Pamětihodnosti
- Hrad Helfenburk, zřícenina v lesích na jihozápad od vsi